# Carlos Fávaro
Carlos Henrique Baqueta Fávaro (Bela Vista do Paraíso, 19 de outubro de 1969) é um agropecuarista e político brasileiro, filiado ao Partido Social Democrático (PSD), atualmente é ministro da Agricultura e Pecuária do Brasil durante o terceiro governo Lula e senador da República pelo Mato Grosso, estado do qual foi vice-governador de 2015 a 2018.

## Biografia
Filho de pequenos produtores rurais de origem italiana, saídos do Paraná buscando melhores oportunidades de emprego em um assentamento agrário, ingressou na vida política após anos de trabalho no agronegócio, onde tornou-se vice-presidente da Associação dos Produtores de Soja do Brasil (Aprosoja Brasil), em 2010, e presidente da Associação dos Produtores de Soja e Milho do Estado de Mato Grosso (Aprosoja-MT), de 2012 a 2014. Presidiu a Cooperativa Agroindustrial dos Produtores de Lucas do Rio Verde (Cooperbio Verde), exercendo o cargo de 2007 até 2011. Foi Delegado da Aprosoja-MT.
Na eleição de 2014, então filiado ao Partido Progressista (PP), foi eleito vice-governador do estado no primeiro turno, na chapa encabeçada por Pedro Taques, recebendo 57,25% dos votos.
Em abril de 2016, foi nomeado secretário de Estado de Meio Ambiente de Mato Grosso, cargo que ocupou até dezembro de 2017.
Nas eleições de 2018, disputou uma das vagas ao Senado. Recebeu 15,80% ficando na terceira colocação, derrotado por Selma Arruda (PSL) e Jayme Campos (DEM). Em 2019, foi escolhido para chefiar o Escritório de Representação de Mato Grosso (Ermat), em Brasília. 
Em abril de 2020, após a cassação do mandato da senadora Selma Arruda pelo TSE, tomou posse do mandato como Senador da República substituto até o resultado da eleição suplementar convocada pelo TRE-MT. Eleição que Fávaro foi candidato, e acabou sendo o mais votado (25,97%) num campo de 11 candidatos. Com isso, pode exercer o restante do mandato, até 31 de janeiro de 2027.
No Senado, é membro titular das comissões de Meio Ambiente (CMA), Agricultura e Reforma Agrária (CRA) e Desenvolvimento Regional e Turismo (CDR). Tem como primeiro projeto aprovado, em menos de um ano de mandato, o PL 4.629/2020, que prevê o uso da aviação agrícola no combate a incêndios florestais. Além disso, teve a Proposta de Emenda à Constituição 18/2021, que assegura a aplicação do mínimo de 30% do valor recebido para as candidaturas proporcionais femininas, aprovada e promulgada.
Também foi o responsável pela criação dos grupos parlamentares Brasil-Bolívia e Brasil-Irã, que viram fortalecer as relações comerciais entre os países, de modo a fortalecer a economia interna. Integra o Grupo Parlamentar Brasil ONU, Grupo Parlamentar Brasil Paraguai, Grupo Parlamentar Brasil Emirados Árabes e as Frente Parlamentar em Apoio ao Consórcio Interestadual de Desenvolvimento do Brasil Central e Mista Antirracismo.
Em 16 de novembro de 2022, foi nomeado pelo vice-presidente da República eleito, Geraldo Alckmin, coordenador do Grupo Técnico de Trabalho da Agricultura, Pecuária e Abastecimento do Gabinete de Transição Governamental.
Atualmente, cursa graduação de Tecnologia em Gestão Pública no Centro Universitário da Grande Dourados.

## Ministro da Agricultura, Pecuária e Abastecimento
Em dezembro de 2022, foi anunciado como o Ministro da Agricultura, Pecuária e Abastecimento do terceiro governo Lula.